# Henry Kirke Porter
Henry Kirke Porter (* 24. November 1840 in Concord, New Hampshire; † 10. April 1921 in Washington, D.C.) war ein US-amerikanischer Politiker. Zwischen 1903 und 1905 vertrat er den Bundesstaat Pennsylvania im US-Repräsentantenhaus.

## Leben
Henry Porter besuchte sowohl öffentliche als auch private Schulen einschließlich der New London Academy, ebenfalls in New Hampshire. Danach studierte er bis 1860 an der Brown University in Providence (Rhode Island). Im Jahr 1860 war er Mitgründer der YMCA. Zwischen 1861 und 1866 studierte er am Newton Theological Seminary in Massachusetts und am Rochester Theological Seminary im Bundesstaat New York Theologie. In den Jahren 1862 und 1863 diente er während des Bürgerkrieges in der Miliz des Staates Massachusetts. 1863 war Porter Mitglied der United States Christian Commission.
Ab 1866 war er mit seinem Vater in Pittsburgh im Lokomotivenbau tätig. Sie gründeten eine Firma, deren Präsident er wurde. Von 1868 bis 1887 leitete er die YMCA-Ortsgruppe in Pittsburgh. Zwischen 1892 und 1906 war er Vizepräsident der dortigen Handelskammer. Von 1875 bis 1921 war Porter Mitglied des internationalen Komitees der YMCA; zwischen 1890 und 1921 fungierte er als Kurator des Carnegie Institute. Er war zudem von 1871 bis 1921 Kurator des Crozier Theological Seminary.  Außerdem engagierte er sich als unabhängiger Republikaner in der Politik.
Bei den Kongresswahlen des Jahres 1902 wurde Porter im damals neu eingerichteten 31. Wahlbezirk von Pennsylvania in das US-Repräsentantenhaus in Washington gewählt, wo er am 4. März 1903 sein neues Mandat antrat. Da er im Jahr 1904 nicht bestätigt wurde, konnte er bis zum 3. März 1905 nur eine Legislaturperiode im Kongress absolvieren. Im Jahr 1904 war Porter Kurator und Vorstandsvorsitzender des Western Pennsylvania Institute for the Blind. Nach dem Ende seiner Zeit im US-Repräsentantenhaus arbeitete er wieder im Lokomotivenbau. Er starb am 10. April 1921 in Washington und wurde in Pittsburgh beigesetzt.